# Idrisz Baba kútja
Koordináták: é. sz. 46° 04′ 42″, k. h. 18° 12′ 45″46.078350°N 18.212483°E

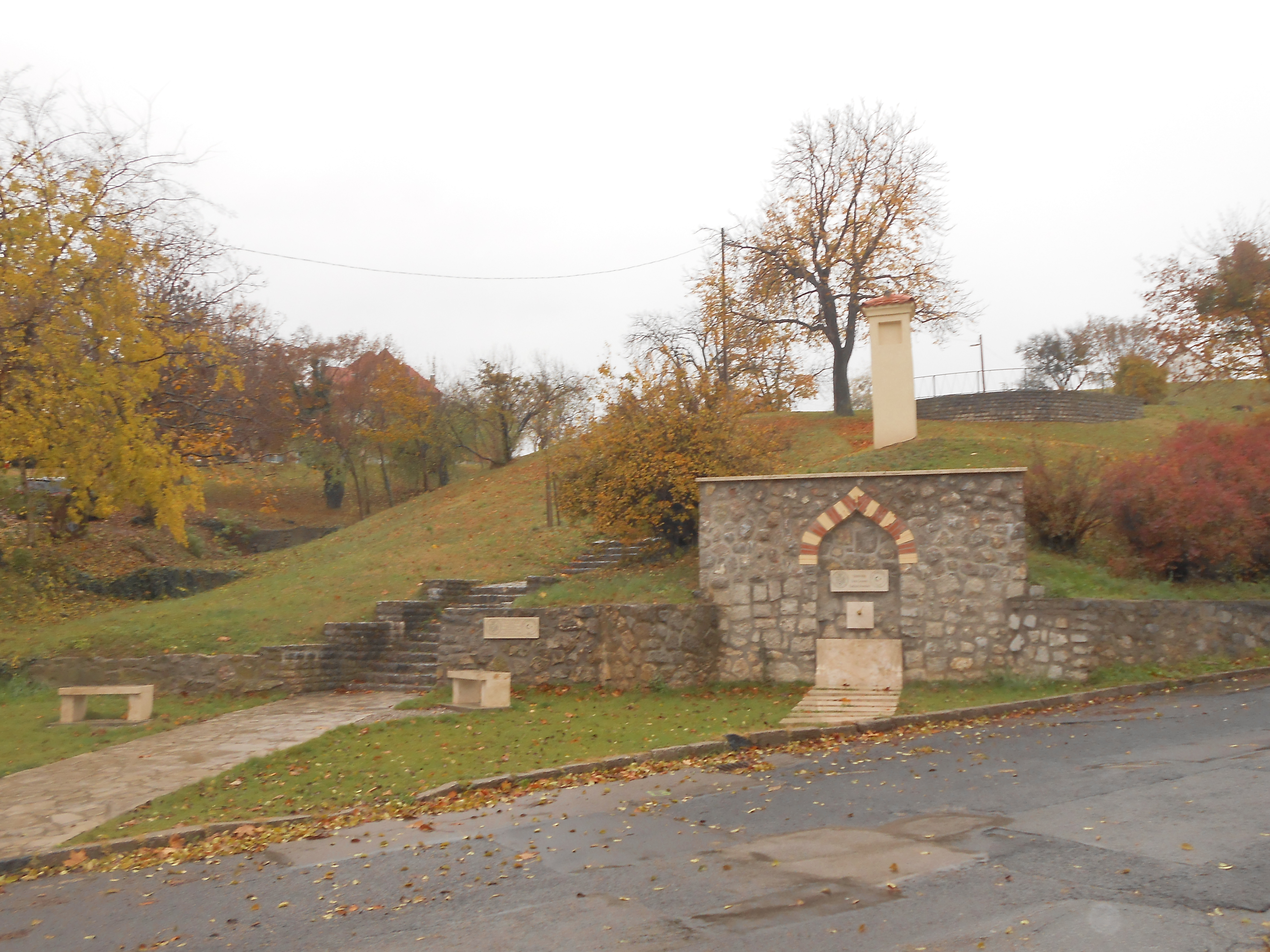
A felújított kút

Idrisz Baba kútja (más nevei: Kerjela, Szent Rókus-kút) egy pécsi török kori kút, amely a Rókusdomb oldalában található. A török korban e területen helyezkedett el a muszlim temető, ahol Idrisz Baba türbéje is található. A forrás a hódoltság idején összekapcsolódott a csodatevő szent emberként elismert Idrisz Baba tiszteletével: rituális mosdóként is funkcionált. (Mint ahogy minden muszlim imahely előtt található egy kút tisztálkodás céljából).
A török kiűzése után a Rókusdombon pestiskórházat alakítottak ki, így a domb és a forrás is a pestisesek védőszentjéről, Szent Rókusról lett elnevezve
A forrás spirituális jelentősége megmaradt, kisebb búcsújáróhellyé vált, erről a mellette kialakuló Kis Gyűd utca neve is tanúskodik. A forrás mellett ma is álló szentképtartó a XVIII. században épülhetett.
A tizenkilencedik századtól a Rókusdomb környéke fokozatosan beépült, a szőlőket felváltották a házak, ipari létesítmények (Sörgyár), állami intézmények. 1965-ben átvágták a kutat tápláló forrást, így a kút és a felette folyó kisebb patak kiszáradt, vizük a föld alatt folyt tovább.
Az 1970-es években a Kisgyűdi utcát is felszámolták, nyomai azonban máig fellelhetőek.
A sokáig elhanyagolt kutat 2014-ben a török kormány anyagi segítségével felújították, egy új, törökös foglalatot kialakítva. A forrás környezete is megújult. A kút vízellátását azonban továbbra sem sikerült megoldani, így eredeti funkcióját nem tudja betölteni.